# Martin Giertz
Martin Giertz, född 26 juni 1942, är en svensk programledare och författare. Han är son till biskop Bo Giertz och yngre bror till modehistorikern Ingrid Giertz-Mårtenson.
Giertz ledde på 1970- och 1980-talen Musikradions För Gitarrvänner. Giertz är även grundare till bolaget Giertz vinimport.